# (13775) Thébault
13775 Thebault (1998 TL32) – planetoida z pasa głównego asteroid okrążająca Słońce w ciągu 4,39 lat w średniej odległości 2,68 j.a. Odkryta 11 października 1998 roku.